# 赵壁西神庙
赵壁西神庙是一座古建筑，建于清代，位于山西省晋中市平遥县东泉镇赵壁村。
西神庙为赵壁村内大庙，前后二进，目前是平遥县境唯一祭祀伏牛山西神爷先轸（晋国将军）的庙宇，用于求雨取水。 
2011年7月24日，赵壁西神庙举行开光仪式。2011年11月30日，赵壁西神庙公布为平遥县文物保护单位。